# Теплоёмкость
Теплоёмкость — количество теплоты, поглощаемой (выделяемой) телом в процессе нагревания (остывания) на 1 кельвин. Более точно, теплоёмкость — физическая величина, определяемая как отношение количества теплоты {\displaystyle \delta Q}, поглощаемой/выделяемой термодинамической системой при бесконечно малом изменении её температуры {\displaystyle T}, к величине этого изменения {\displaystyle \mathrm {d} T}:
{\displaystyle C={\delta Q \over \mathrm {d} T}.}
Малое количество теплоты обозначается {\displaystyle \delta Q} (а не {\displaystyle \mathrm {d} Q}), чтобы подчеркнуть, что это не дифференциал параметра состояния (в отличие, например, от {\displaystyle \mathrm {d} T}), а функция процесса. Поэтому и теплоёмкость — это характеристика процесса перехода между двумя состояниями термодинамической системы, которая зависит и от пути процесса (например, от проведения его при постоянном объёме или постоянном давлении), и от способа нагревания/охлаждения (квазистатического или нестатического). Неоднозначность в определении теплоёмкости на практике устраняют тем, что выбирают и фиксируют путь квазистатического процесса (обычно оговаривается, что процесс происходит при постоянном давлении, равном атмосферному). При однозначном выборе процесса теплоёмкость становится параметром состояния и теплофизическим свойством вещества, образующего термодинамическую систему.

## Удельная, молярная и объёмная теплоёмкости
Очевидно, что чем больше масса тела, тем больше требуется теплоты для его нагревания, и теплоёмкость тела пропорциональна количеству вещества, содержащегося в нём. Количество вещества может характеризоваться массой или количеством молей. Поэтому удобно пользоваться понятиями удельной теплоёмкости (теплоёмкости единицы массы тела):
{\displaystyle c={C \over m}}
и молярной теплоёмкости (теплоёмкости одного моля вещества):
{\displaystyle C_{\mu }={C \over \nu },}
где {\displaystyle \nu ={m \over \mu }} — количество вещества в теле; {\displaystyle m} — масса тела; {\displaystyle \mu } — молярная масса. Молярная и удельная теплоёмкости связаны соотношением {\displaystyle C_{\mu }=c\mu }.
Объёмная теплоёмкость (теплоёмкость единицы объёма тела):
{\displaystyle C'={C \over V}.}

## Теплоёмкость для различных процессов и состояний вещества
Понятие теплоёмкости определено как для веществ в различных агрегатных состояниях (твёрдых тел, жидкостей, газов), так и для ансамблей частиц и квазичастиц (в физике металлов, например, говорят о теплоёмкости электронного газа).

### Теплоёмкость идеального газа
Теплоёмкость системы невзаимодействующих частиц (например, идеального газа) определяется числом степеней свободы частиц.
Молярная теплоёмкость при постоянном объёме:
{\displaystyle C_{V}={dU \over dT}={\frac {i}{2}}R,}
где {\displaystyle R} ≈ 8,31 Дж/(моль·К) — универсальная газовая постоянная, {\displaystyle i} — число степеней свободы молекулы.
Молярная теплоёмкость при постоянном давлении связана с {\displaystyle C_{V}} соотношением Майера:
{\displaystyle C_{P}=C_{V}+R={{i+2} \over 2}R.}

### Теплоёмкость кристаллов
Существует несколько теорий теплоёмкости твёрдого тела:
- Закон Дюлонга — Пти и закон Джоуля — Коппа. Оба закона выведены из классических представлений и с определённой точностью справедливы лишь для нормальных температур (примерно от 15 °C до 100 °C).
- Квантовая теория теплоёмкостей Эйнштейна. Первое применение квантовых законов к описанию теплоёмкости.
- Квантовая теория теплоёмкостей Дебая. Содержит наиболее полное описание и хорошо согласуется с экспериментом.

## Температурная зависимость
С ростом температуры теплоёмкость растёт у кристаллов, практически не меняется у жидкостей и газов.
При фазовом переходе происходит скачок теплоёмкости. Теплоёмкость вблизи самого фазового перехода стремится к бесконечности, поскольку температура фазового перехода остаётся постоянной при изменении теплоты.